# Antonio Maria Valsalva

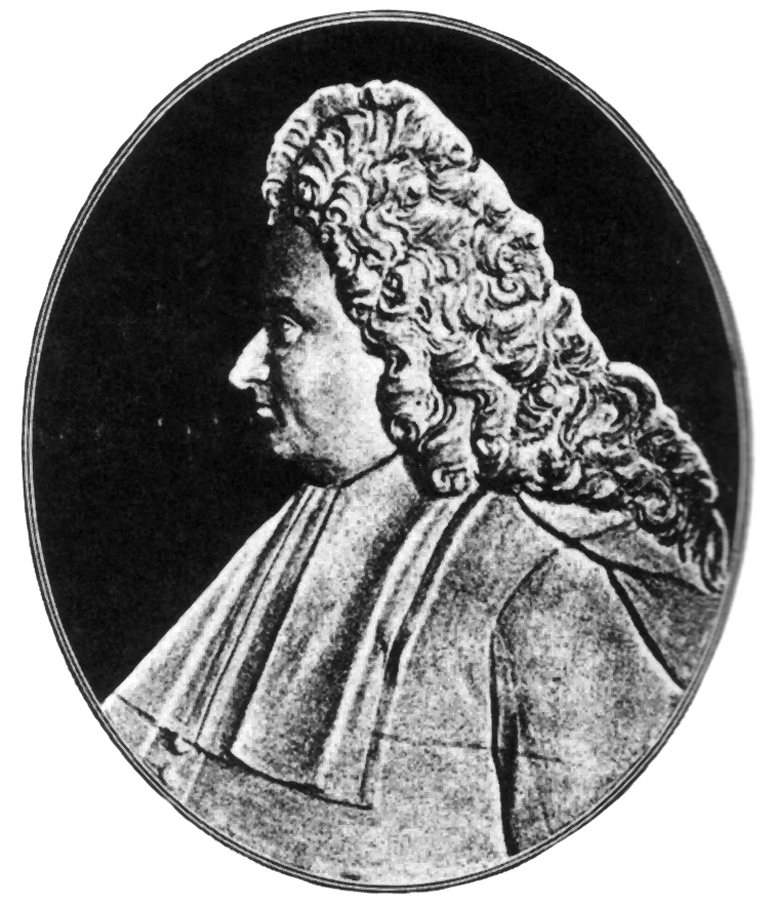
Antonio Maria Valsalva

Antonio Maria Valsalva (* 17. Juni 1666 in Imola; † 2. Februar 1723 in Bologna) war ein italienischer Anatom und Chirurg, der unter anderem über das Hörorgan forschte.

## Familie
Valsalva wurde als Sohn des aus angesehener Familie stammenden Goldschmieds Pompeo Valsalva und dessen Frau Caterina Tosi geboren, er war eines von acht Kindern. Mit 43 Jahren heiratete er am 22. April 1709 Elena Lisi, die 17-jährige Tochter einer vornehmen Bologneser Senatorenfamilie. Sie hatten sechs Kinder zusammen, von denen drei früh starben.

## Ausbildung und Beruf
Von den Jesuiten in Philosophie, Mathematik und Naturwissenschaft unterrichtet, entwickelte er besonderes Interesse an der Morphologie der Tiere und der Entomologie. In Bologna, wo er sich an der Universität in Medizin und Philosophie einschrieb, setzte Valsalva seine Studien in Botanik bei Lelio Trionfetti in Mathematik und Philosophie, bei Pietro Mengoli in Medizin, bei Paolo Salani und bei Gian Galeazzo Manzi im Fach Chirurgie fort.
Valsalva kann als Anhänger galileischer Überzeugungen angesehen werden, was vor allem auf den Einfluss seiner Lehrer Marcello Malpighi (1628–1694), des Begründers der mikroskopischen Anatomie, und Giovanni Alfonso Borelli, Physiologe und Physiker, zurückging. Valsalva wurde in Bologna zu Malpighis Lieblingsschüler.
1687 wurde er zum Doktor der Medizin und Philosophie promoviert (Eintragung in die Ärzterolle Bolognas). Mit Santi, Beccari, Guglielmini, Giacomo Beccari und Albertini traf sich Valsalva zu gemeinsamen wissenschaftlichen Studien und Diskussionen im Haus des Mathematikers Eustachio Manfredi. Die Gruppe konstituierte sich als Accademia degli Inquieti zur Bekämpfung der Relikte der scholastischen Philosophie und ging 1714 in der von dem Naturforscher Luigi Ferdinando Marsigli gegründeten Akademie der Wissenschaften von Bologna auf.
Aufgrund seiner Leistungen berief man Valsalva 1697 auf den Lehrstuhl für Anatomie. 1705 wurde Valsalva zum anatomischen Lehrer und Demonstrator ernannt, in dieser Funktion blieb er bis zu seinem Tode.

## Leistung

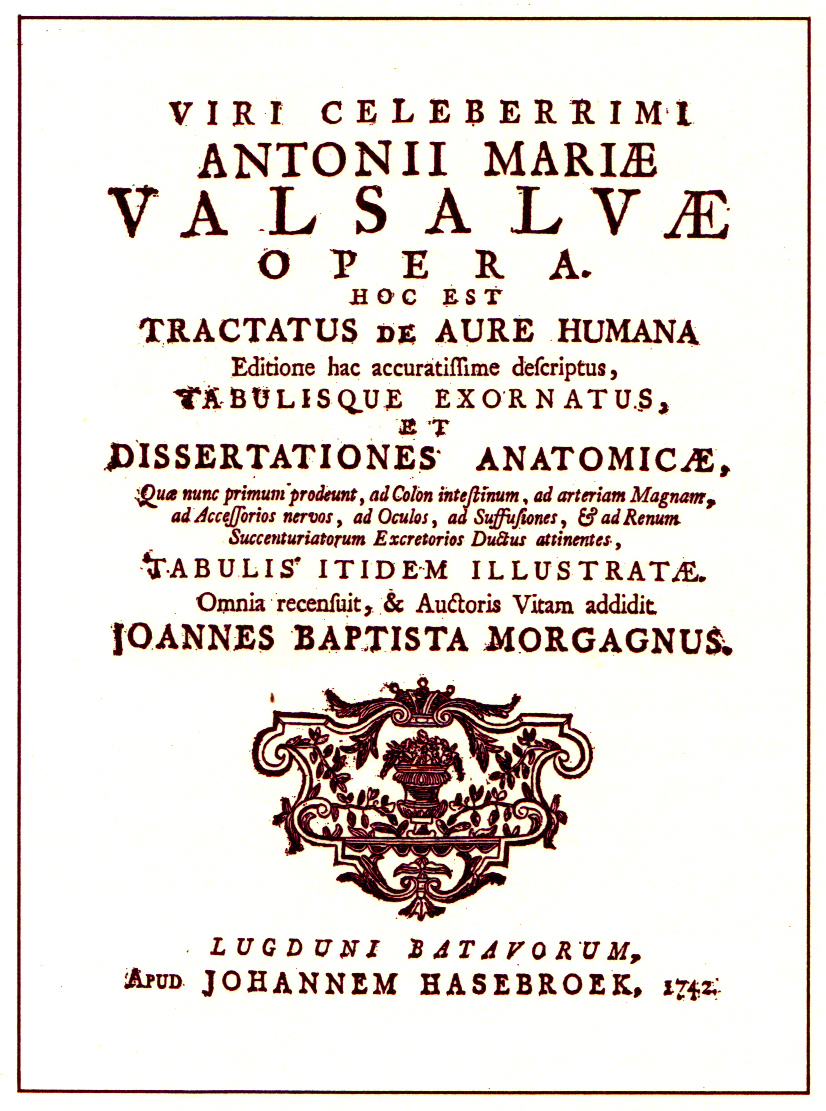
Titelblatt Valsalva Werkausgabe, Leiden 1742

Valsalva war ein hervorragender Lehrer und wissenschaftlicher Forscher, auch als Arzt arbeitete er erfolgreich 25 Jahre lang vor allem in der Chirurgie des Bologneser Krankenhauses Sant’Orsola, verbrachte sehr viel Zeit im anatomischen Theater.
Sein medizinisches Werk konzentriert sich auf die anatomische Untersuchung von Krankheiten und unzählige Beobachtungen, eine genaue klinische und pathologisch-anatomische Kasuistik. Giovanni Battista Morgagni (1682–1771) war seit 1698 Schüler Valsalvas, half ihm auch bei seiner berühmten Schrift über das Gehörorgan 1704 und unterstützte ihn als Mitarbeiter bei öffentlichen Leichensektionen und -demonstrationen.
Als Anatom beschrieb Valsalva den Sinus aortae, die Tänien des Kolons und die Wurzeln und Verbindungen des Nervus vagus. Als Chirurg erkannte er die Bedeutung der Nephrektomie und Splenektomie, darüber hinaus arbeitete er ophthalmologisch, rhinologisch und gefäß- und tumorchirurgisch.
Als Therapeut schlug Valsalva die hypotensive Methode in der Behandlung der Aneurysmen vor.
Valsalva forderte auch eine menschliche Behandlung Geisteskranker und handelte auch selbst danach. Er betrachtete wie Vincenzo Chiarugis und Philippe Pinels (1745–1826) psychische Erkrankungen analog zur organischen Erkrankung, mit entsprechenden Behandlungsvorgaben.
Valsalva wurde gemeinsam mit Vittorio Stancari von der Akademie Bologna zum Zensor des ersten Bandes von Morgagnis Adversaria anatomica bestimmt.

### Valsalva über das Ohr
Sein Hauptwerk über das menschliche Hörorgan 1704 enthält einen ausführlichen anatomischen Kommentar und exzellente Illustrationen der Teile des Ohrs. In zwei Teilen mit jeweils drei Kapiteln handelte er die Anatomie und die Physiologie des Ohres ab. Er teilte das Ohr in drei Teile (äußeres, mittleres, inneres Ohr), beschrieb erstmals die äußeren Ohrmuskeln (nach einem Wachsmodell) und den Verlauf des äußeren Gehörganges. Im Mittelohr stellte er den Hammer und die Tuba auditiva dar (Tuba Eustachii, nach Bartolomeo Eustachio, 1520–1574), deren knorpelige, membranöse und knöcherne Bestandteile er identifizierte sowie auch die Muskeln des mittleren Ohres. Er beschrieb die Schlundmuskulatur und die Funktion der Muskelfaszie der Tuba auditiva. Damit nahm er das Konzept der Einheit der otorhinopharyngealen (morphologischen) Pathologie vorweg. Er benutzte erstmals den Begriff Labyrinth, allerdings für das gesamte Innenohr, auch die Endolymphe hatte er beobachtet. Valsalva begriff auch die Funktion des Trommelfells, der Tuba auditiva und der Talgdrüsen, sprach aber der Paukenhöhle keine besondere Bedeutung zu. Als hauptsächliches Hörorgan betrachtete er die Semizirkularkanäle, die Cochlea und die letzten Enden des Hörnervs. Die Schallübertragungsfunktion der Lamina cochleae blieb bis zum frühen 19. Jahrhundert unbekannt.

### Valsalva-Eponyme
- Valsalva-Retinopathie: Blutung der Netzhaut des Auges.
- Valsalva-Versuch: Pressdruckversuch zur Prüfung der Herzfunktion (Valsalva-Manöver).
- Valsalva-Antrum: größte Warzenfortsatzstelle (Antrum mastoideum), die über den Aditus ad antrum das pneumatische System des Warzenfortsatzes mit der Paukenhöhle verbindet.
- Valsalva-Falte: anatomische Bezeichnung Taenia coli, eine bandartige Formation am Colon, die von drei aus glatter Längsmuskulatur bestehenden Längsstreifen gebildet wird.
- Valsalva-Doktrin: kontralaterale Beziehung von Körper und Gehirn[2]
- Valsalva-Doppelversuch: Manöver zur Überprüfung der Durchgängigkeit der Ohrtrompete: Pressdruckversuch bei Verschluss von Mund und Nase durch kräftiges Ausatmen.
- Valsalva-Dysphagie: Schluckstörung nach Luxation oder nach Bruch des Zungenbeins.
- Valsalva-Sinus: Sinus aortae, fast intrakardiale Ausweitung zwischen jeder der drei Semilunarklappen und der Aortenwand (Bulbus aortae). Im vorderen (rechten) und linken Abgang der Koronararterien wird er auch Koronarsinus genannt.

## Schriften

Opera, 1741

- Sulla superiorità delle dottrine sperimentali. 1687.
- De aure humana tractatus, in quo integra ejusdem auris fabrica multis novis inventis et iconismis illustrata describitur etc. Bologna 1704; weitere Ausgaben Utrecht 1717, Leiden 1735, Genf 1737, Venedig 1740 (hrsg. von Giovanni Battista Morgagni) und Leiden 1742.